# Mohammad Amin
Pour les articles homonymes, voir Amin.
Mohammad Amin Haidar (parfois Mohammad Ameen Haidar), né le 29 avril 1980, est un footballeur saoudien. Il joue au poste de milieu de terrain avec l'équipe d'Arabie saoudite et le club de Al Ittihad Djeddah. 

## Carrière

### En club
- 1999- : Al Ittihad Djeddah -  Arabie saoudite

### En équipe nationale
Amin participe à la coupe du monde 2006 avec l'équipe d'Arabie saoudite.

## Palmarès
- Champion d'Arabie saoudite en 2003
- Vainqueur de le Ligue des Champions de l'AFC en 2004, 2005